# Masia amb torratxa
La Masia amb torratxa és una masia de la Secuita (Tarragonès) inclosa a l'Inventari del Patrimoni Arquitectònic de Catalunya.

## Descripció
Gran casal-masia amb teulada a dues vessants, perpendicular a la façana, al bell mig de la qual, s'hi alça una torratxa, de planta vuitavada, amb una finestra a quatre de les cares, amb teulada. L'edifici consta de planta baixa, pis i golfes i les diferents obertures són allindades o d'arc molt rebaixat.
Si hom arriba a l'Argilaga per la carretera de la Secuita aquesta torratxa i el campanar de l'església contribueixen a determinar la silueta que caracteritza el poble.